# Edward Ran
Edward Ran, właściwie Edward Fiszmajster (ur. 11 stycznia 1909 w Rydze na Łotwie, zm. 14 czerwca 1968) – pierwszy polski bokser zawodowy.
Walki na pięści uczył się w YMCA Warszawa w 1925 roku, jako amator stoczył zaledwie 3 walki. Kontrakt zawodowy podpisał w 1926 roku, walcząc głównie na ringach we Francji i Stanach Zjednoczonych. Był pierwszym Polakiem liczącym się na arenie międzynarodowej. W 1932 roku został sklasyfikowany na 5. miejscu w świecie kategorii półśredniej. Na zawodowym ringu stoczył aż 133 walki, 81 wygrał, 11 zremisował i 41 przegrał. Karierę sportową zakończył w 1938 roku.